# Sot
Sot (en serbe cyrillique : Сот) est un village de Serbie situé dans la province autonome de Voïvodine. Il fait partie de la municipalité de Šid dans le district de Syrmie (Srem). Au recensement de 2011, il comptait 679 habitants.
Sot est une communauté locale, c'est-à-dire une subdivision administrative, de la municipalité de Šid.

## Géographie

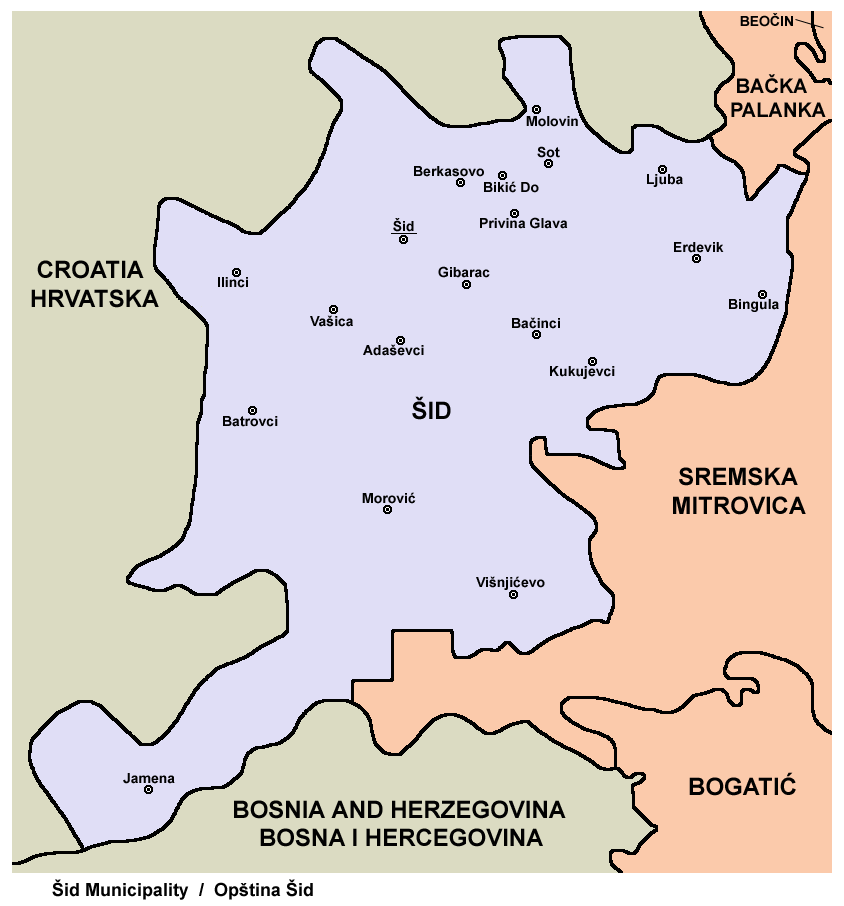
Localisation de Sot dans la municipalité de Šid

Sot se trouve dans la région de Syrmie, sur les pentes du massif de la Fruška gora. Le village est situé à 8,5 kilomètres de Šid, le centre administratif de la municipalité, et sur l'embranchement M-18-a de la nationale M-18, construit en 1969 et qui conduit de Šid à Ilok (en Croatie).
À proximité du village se trouve le lac de Sot, un lac de barrage qui couvre une superficie de 22 ha,  mesure 185 mètres de long, avec une profondeur maximale de 11,6 mètres. Un quart de la superficie du village est couvert de forêts.

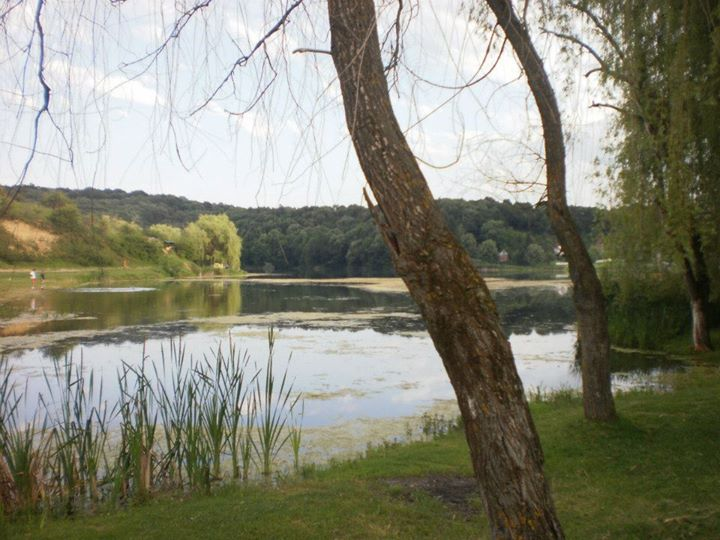
Vue du lac de Sot

## Nom
Le nom du village viendrait de l'italien Sotto il Monte, qui signifie « au pied de la colline » et dont Sot serait l'abréviation.

## Histoire
Le territoire de Sot est habité depuis le Néolithique mais le village est mentionné pour la première fois dans des documents du royaume de Hongrie en 1297. Au Moyen Âge, il fit partie des terres des familles Gorjanski, Horvat, Raškai et Gereb ; au temps de la famille Gorjanski, le village était mentionné comme une localité fortifiée.
De 1526 à 1688, Sot fut un village sous domination ottomane puis, après la conquête de la Syrmie par les Autrichiens, il fit partie des terres des princes italiens Odescalchi. L'église catholique Sainte-Catherine fut construite en 1747. Après 1848 et la disparition du système féodal, le village fit partie de l'empire d'Autriche puis de l'empire d'Autriche-Hongrie à qui il appartint jusqu'en 1918.
Au temps du royaume des Serbes, Croates et Slovènes, Sot fut rattaché au district (srez) d'Ilok ; après 1929, le village fit partie de la banovine du Danube puis de la banovine de Croatie. Pendant la Seconde Guerre mondiale, il fut intégré à l'État indépendant de Croatie des oustachis ; il a été libéré le 4 décembre 1944, une date commémorée chaque année, et a été intégré à la république fédérative socialiste de Yougoslavie, dont il a, par la suite, connu les vicissitudes.

## Démographie

### Évolution historique de la population
| 1948  | 1953  | 1961  | 1971  | 1981 | 1991 | 2002 | 2011 |
| ----- | ----- | ----- | ----- | ---- | ---- | ---- | ---- |
| 1 202 | 1 279 | 1 272 | 1 077 | 900  | 819  | 791  | 679  |

|  |

### Données de 2002
Pyramide des âges (2002)
En 2002, l'âge moyen de la population était de 38,9 ans pour les hommes et 45,6 ans pour les femmes.
Répartition de la population par nationalités (2002)
En 2002, les Serbes représentaient 42,9 % de la population et les Croates 40 % ; le village abritait également des minorités hongroises (4,1 %) et slovaques (3,5 %).

### Données de 2011
En 2011, l'âge moyen de la population était de 44,1 ans, 41,7 ans pour les hommes et 46,4 ans pour les femmes.

## Vie locale
En plus de la mairie, Sot dispose d'une école, d'une poste, de plusieurs commerces, de terrains de sport et d'une salle de sport ainsi que d'un centre médical.
Le village possède un club de football, le FK Bratstvo, créé en 1970, ainsi qu'une société de chasse appelée Fazan et l'association de pêche sportive Jezero, créée en 1980.

## Tourisme
L'église catholique Sainte-Catherine de Sot a été construite en 1747 ; elle est inscrite sur la liste des monuments culturels de grande importance de la république de Serbie.